# Massimo Pacetti
Pour les articles homonymes, voir Pacetti.
Massimo Pacetti, né le 22 août 1962 à Montréal, est un comptable, entrepreneur et homme politique canadien du Québec.
Il est député de Saint-Léonard—Saint-Michel à la Chambre des communes du Canada sous la bannière du Parti libéral du Canada de 2002 à 2014, et comme député indépendant de 2014 à 2015.

## Biographie
Né le 22 août 1962 à Montréal, Massimo Pacetti exerce les métiers de comptable et d'entrepreneur. Il  préside la Commission scolaire de la Pointe-de-l'Île avant son élection en 2002.
Pacetti se présente sous l'étiquette du Parti libéral du Canada dans une élection partielle en 2002 dans la circonscription électorale de Saint-Léonard—Saint-Michel où il est élu député à la Chambre des communes. Il est réélu à l'élection fédérale canadienne de 2004.
Il introduit la motion de loi C-348, qui vise à reconnaître l'injustice faite aux personnes d'origine italienne lors de la Seconde Guerre mondiale, qui furent désignés comme des « ennemis étrangers » et internés jusqu'à la fin du conflit. Cette motion passe en première lecture le 21 août 2005.
D'octobre 2004 à novembre 2005, Pacetti est président du Comité permanent des finances et du sous-comité financier sur l'ordre du jour et les procédures. Il est aussi whip adjoint du Parti libéral de juin 2011 à août 2013.
Il est réélu en 2006, 2008 et 2011.
Le 5 novembre 2014, Massimo Pacetti est suspendu du caucus du Parti libéral par son chef Justin Trudeau, à la suite de plaintes pour inconduite et harcèlement déposées par deux députées, restées jusqu'ici anonymes, du Nouveau Parti démocratique. Il siège depuis comme député indépendant. En mars 2015, il annonce qu'il ne se représentera pas aux élections de 2015. Pacetti a toujours nié avoir eu un comportement répréhensible et n'a fait l'objet d'aucune accusation criminelle. 